# S-Zahlenfunktion
Eine s-Zahlenfunktion ist eine in der Funktionalanalysis gebräuchliche Abbildung s, die für Banachräume E und F jedem Operator {\displaystyle T\in {\mathcal {L}}(E,F)} eine Folge {\displaystyle (s_{n}(T))} mit folgenden Eigenschaften zuordnet:
1. Monotonie: {\displaystyle \|T\parallel =s_{1}(T)\geq s_{2}(T)\geq ...\geq 0,\;T\in {\mathcal {L}}(E,F)}
2. Additivität: {\displaystyle s_{n}(S+T)\leq s_{n}(S)+\|T\parallel } für {\displaystyle S,T\in {\mathcal {L}}(E,F)}
3. Idealeigenschaft: {\displaystyle s_{n}(RST)\leq \left\|R\right\|s_{n}(S)\|T\parallel ,\;T\in {\mathcal {L}}(E_{1},E),S\in {\mathcal {L}}(E,F),R\in {\mathcal {L}}(F,F_{1})}
4. Rangeigenschaft: {\displaystyle s_{n}(T)=0} für {\displaystyle T\in {\mathcal {F}}(E,F)} mit {\displaystyle \operatorname {rang} \,T<n}
5. Normierung:{\displaystyle s_{n}(id:{l_{2}}^{n}\rightarrow {l_{2}}^{n})=1}

Der Wert {\displaystyle s_{n}(T)} wird als n-te s-Zahl von T bezeichnet.
Die Approximationszahlen, die Gelfandzahlen, die Kolmogorowzahlen, die Weylzahlen und die Tichomirovzahlen sind additive s-Zahlenfunktionen. Der prominenteste Vertreter der pseudo-s-Zahlenfunktionen sind die Entropiezahlen.